# Ma Long
Ma Long (xinès simplificat: 马龙, xinès tradicional: 馬龍, pinyin: Mǎ Lóng; 22 d'octubre de 1988) és un jugador de tennis de taula xinès. Ocupà el primer lloc del rànquing mundial de la Federació Internacional de Tennis de Taula (ITTF) des d'abril de 2015 fins a l'octubre de 2016 acumulant un total de 49 setmanes. Va néixer a la ciutat d'Anshan, província de Liaoning, Xina. Va guanyar un rècord de 5 tornejos ITTF Pro Tour consecutius.

## Resultats
Individual
- Jocs Olímpics: 1° (2016 i 2020)
- 2015 va guanyar el campionat mundial destacant el ral·li en el 5to set considerat el punt del segle contra Fang Bo.
- Campionat del món: SF (2009, 2011, 2013).
- Aparicions en la Copa Mundial: 3. Registre: 1r. (2012), 3r. (2008, 09).
- ITTF World Tour guanyador (15): Obert de Kuwait i Alemanya 2007; Corea, Obert de Singapur 2008; Dinamarca, Kuwait, Xina (Suzhou), Obert d'Anglaterra 2009; Obert d'Alemanya 2010; Xina (Suzhou), Oberts d'Àustria i Suècia 2011; Obert d'Hongria 2012; Oberts de Qatar i Xina 2013, Obert de la Xina 2014.
finalista (9): Obert d'Alemanya 2005; Oberts del Japó i Suècia 2007; UAE, Xina (Shenzen) Open 2011; Obert d'Eslovènia 2012, Obert de la Xina 2012; Oberts de Kuwait i Coreja 2013
- ITTF World Tour Grand Finals: 5. Registre: guanyador (2008, 2009, 2011); SF (2007).
- Jocs Asiàtics: guanyador (2010).
- Campionat Asiàtic: guanyador (2009, 12, 13); finalista (2007).
- Copa d'Àsia: guanyador (2008, 09, 11, 14).
- Jocs Asiàtics: guanyador (2013), finalista (2009).
- World Junior Championships: guanyador (2004).

Dobles masculí
- Campionat Mundial: guanyador (2011); finalista (2009).
- World Tour com a guanyador (14): Xina (Harbin) Open 2005; Slovenian Open 2006; Swedish Open 2007; Danish, Qatar, English Open 2009; Kuwait, Obert d'Alemanya 2010; Xina (Shenzen), Austrian Open 2011; Oberts de Slovenian, Coreja i Xina 2012; Obert de la Xina 2013.
finalista (10): Obert de la Xina (Shenzhen) 2005; Obert de Singapur 2006; Obert de la Xina (Shenzhen) 2007; Oberts de Qatar i Coreja 2008; Obert de la Xina 2009; Obert de la Xina (Suzhou) 2011; Oberts de Kuwait, Qatar i Coreja 2013, Obert de la Xina 2014.
- Aparicions en el Pro Tour Grand Finals: 3. Registre: guanyador (2006); finalista (2011); SF (2007).
- Jocs Asiàtics: SF (2006).
- Campionat Asiàtic: guanyador (2007, 09, 13); SF (2012).

Dobles mixts
- Jocs Asiàtics: QF (2006).
- Campionat Asiàtic: guanyador (2009); SF (2005).
- Jocs Asiàtics: guanyador (2013).

Equip
- Olímpic: 1r. (2012, 201, 2020 i 2024)
- Campionat Mundial: 1st (2006, 08, 10, 12, 14).
- Copa Mundial: 1r. (2009, 2010, 2011, 2013).
- Jocs Asiàtics: 1r. (2006, 2010).
- Campionat Asiàtic: 1r. (2005, 2007, 2009, 2012, 2013).

Altres
- Va guanyar 40 partits individuals al desembre de 2011.[4]

Records de la seva trajectòria com a jugador:
Individuals (fins a octubre de 2016)[5]
- Jocs Olímpics: guanyador (2016).
- Campionat mundial: guanyador (2015); SF (2009, 2011, 2013); ronda 16 (2007).
- Copa Mundial: guanyador (2012, 2015); finalista (2014); SF (2008, 2009).
- ITTF World Tour, Guanyador (22): Kuwait, German Open 2007; Korea, Singapore Open 2008; Danish, Kuwait, Harmony Xina (Suzhou), English Open 2009; German Open 2010; Harmony Xina (Suzhou), Austrian, Swedish Open 2011; Hungarian Open 2012; Qatar, Xina (Changchun), Harmony Open (Suzhou) 2013; Xina (Chengdu) Open 2014; Kuwait, German, Xina (Chengdu) Open 2015; German, Qatar Open 2016.
- Finalista (12): German Open 2005; Japan, Swedish Open 2007; UAE, Xina (Shenzen) Open 2011; Slovenian, Xina (Xangai) Open 2012; Kuwait, Korea, UAE Open 2013; Kuwait, Korea Open, Xina (Chengdu) Open 2016.
- ITTF World Tour Grand Finals: guanyador (2008, 2009, 2011, 2015); finalista (2013); SF (2007).
- Asian Games: guanyador (2010).
- Asian Championships: guanyador (2009, 2011, 2013); finalista (2007).
- Asian Cup: guanyador (2008, 2009, 2011, 2014).
- Xina National Games: guanyador (2013), finalista (2009), SF (2005).
- All Xina Table Tennis Championships: guanyador (2011); finalista (2004, 2007, 2014); SF (2008).
- World Junior Championships: Guanyador (2004); 4tos de F (2003).
- Asian Junior Championships: Guanyador (2004)

Dobles masculins
- World Championships: guanyador (2011); finalista (2009); ronda de 16 (2007).
- World Tour guanyador (18): Xina (Harbin) Open 2005; Slovenian Open 2006; Swedish Open 2007; Danish, Qatar, English Open 2009; Kuwait, German Open 2010; Xina (Shenzen), Austrian Open 2011; Slovenian, Korea, Xina (Xangai) Open 2012; Xina (Suzhou), Xina (Changchun) Open 2013; Xina (Chengdu) Open 2014; Japan Open, Xina (Chengdu) Open 2016.
- Finalista (10): Xina (Shenzhen) Open 2005; Singapore Open 2006; Xina (Shenzhen) Open 2007; Qatar, Korea Open 2008; Kuwait Open 2009; Xina (Suzhou) Open 2011; Kuwait, Qatar, Korea Open 2013, Xina Open 2014.
- ITTF World Tour Grand Finals: guanyador (2006); finalista (2011); SF (2007).
- Asian Games: guanyador (2014); SF (2006).
- Asian Championships: guanyador (2007, 09, 13); SF (2011).
- Xina National Games: SF (2005).
- All Xina Table Tennis Championships: guanyador (2010, 2015); finalista (2006, 2007, 2014); SF (2008).
- World Junior Championships: finalista (2004).
- Asian Junior Championships: finalista (2003, 2004).

Dobles Mixts
- Asian Games: QF (2006).
- Asian Championships: guanyador (2009); SF (2005).
- Xina National Games: guanyador (2013).
- All Xina Table Tennis Championships: guanyador (2012); finalista (2008, 2016).
- World Junior Championships: finalista (2003, 2004).
- Asian Junior Championships: guanyador (2004).

Equips
- Olímpics: 1st (2012, 2016)
- Campionats mundials: 1st (2006, 2008, 2010, 2012, 2014, 2016).
- Copa Mundial d'Equips: 1st (2009, 2010, 2011, 2013, 2015).
- Asian Games: 1st (2006, 2010, 2014).
- Campionat Asiàtic: 1st (2005, 2007, 2009, 2011, 2013, 2015).
- Xina National Games: 3rd (2009, 2013)
- Tots els campionats de Tennis de Taula de la Xina: 1st (2011, 2012); 3rd (2007, 2008, 2010).
- Super Lliga de la Xina: 1st (2009, 2012, 2013, 2015); 3rd (2014).
- Campionat Mundial Junior: 1st (2003, 2004).
- Campionat Junior Asiàtic: 1st (2004).

Sumari d'Assoliments:
- 3x Olympic Champion (1 individuals, 2 equips)
- 8x World Champion (1 Individuals, 1 Dobles, 6 Equips)
- 7x World Cup winner (2 Individuals, 5 Equips)
- 39x ITTF World Tour winner (22 Individuals, 18 Dobles)
- 5x ITTF World Tour Grand Finals Champion (4 Individuals, 1 Dobles)
- 5x Asian Games winner (1 Individuals, 1 Dobles, 3 Equips)
- 12x Asian Champion (3 Individuals, 2 Dobles, 1 Dobles mixts, 6 Equips)
- 4x Asian Cup winner (4 Individuals)
- 2x Xina National Champion (1 Individuals, 1 Dobles mixts)
- 6x All-Xina Champion (1 Individuals, 2 Dobles, 1 Dobles mixts, 2 Equips)
- 4x Chinese Super League Champion (4 Equips)
- 3x World Junior Champion (1 Individuals, 2 Equips)
- 3x Asian Junior Champion (1 Individuals, 1 Dobles mixts, 1 Equips)
- 2015 ITTF Estel del Tennis de taula masculí de l'Any

Altres records:
- Va estar invicte per 40 set al desembre de 2011.[6]
- No va cedir cap set en 5 tornejos: Swedish Open 2011, WTTC 2012, World Team Classic 2013, WTTC 2014 i 2016.
- En individuals, va guanyar el World Tour Grand Finals per 4 vegades, l'Open de la Xina Open per 6 vegades, el campionat Asiàtic
- per 3 vegades, i la Copa Agafava per 4 vegades.
- Un dels dos jugadors que van arrasar amb totes les quatre medalles en el Campionat d'Àsia al costat de Fan Zhendong.
- El major en títols individuals de la ITTF World Tour (22) que qualsevol altre jugador xinès.
- El millor a obtenir els principals títols mundials (8) que qualsevol altre jugador masculí.
- First player to sweep his opponent in an Olympic Singles final since the Olympics esteneu matches to seven games in 2004.
- El segon jugador masculí a guanyar el Campionat mundial, Els jocs Olímpics i en el World Tour Grand Finals. L'és
- el primer jugador que va vèncer als campions defensors respectius en els quatre tornejos més importants de la ITTF.
- El millor jugador a guanyar tots els tornejos d'individuals possibles (2,092 dies, des del 20 de novembre de 2010 fins a l'11
- d'agost de 2016).
- El millor jugador a obtenir tots els tornejos importants (467 dies, des del 3 de maig de 2015 fins a l'11 d'agost de
- 2016).